# Partecipanti alla Volta a la Comunitat Valenciana 2023
Elenco dei partecipanti a la Volta a la Comunitat Valenciana 2023.
La Volta a la Comunitat Valenciana 2023 è stata la settantaquattresima edizione della corsa. Alla competizione presero parte 19 squadre: dieci iscritte all'UCI World Tour 2023 e nove dell'UCI ProTeam.
Partenza con 131 ciclisti accreditati.

## Corridori per squadra
| Bora-Hansgrohe                    | Bora-Hansgrohe                    | Bora-Hansgrohe                    | Jumbo-Visma            | Jumbo-Visma            | Jumbo-Visma            | Ineos Grenadiers      | Ineos Grenadiers      | Ineos Grenadiers      |
| --------------------------------- | --------------------------------- | --------------------------------- | ---------------------- | ---------------------- | ---------------------- | --------------------- | --------------------- | --------------------- |
| N°                                | Ciclista                          | Clas.                             | N°                     | Ciclista               | Clas.                  | N°                    | Ciclista              | Clas.                 |
| 1                                 | Aleksandr Vlasov                  | 5°                                | 11                     | Koen Bouwman           | 29°                    | 21                    | Thymen Arensman       | 30°                   |
| 2                                 | Matteo Fabbro                     | 23°                               | 12                     | Thomas Gloag           | 6°                     | 22                    | Jonathan Castroviejo  | 27°                   |
| 3                                 | Nico Denz                         | FT 5ª                             | 13                     | Michel Hessmann        | R 3ª                   | 23                    | Laurens De Plus       | 21°                   |
| 4                                 | Bob Jungels                       | FT 5ª                             | 14                     | Olav Kooij             | 77°                    | 24                    | Omar Fraile           | 37°                   |
| 5                                 | Lennard Kämna                     | NP5ª                              | 15                     | Sam Oomen              | 20°                    | 25                    | Tao Geoghegan Hart    | 3°                    |
| 6                                 | Anton Palzer                      | 68°                               | 16                     | Tosh Van Der Sande     | 72°                    | 26                    | Salvatore Puccio      | FT 5ª                 |
| 7                                 | Cesare Benedetti                  | FT 5ª                             | 17                     | Lars Boven             | NP 3ª                  | 27                    | Carlos Rodríguez      | 10°                   |
| UAE Team Emirates                 | UAE Team Emirates                 | UAE Team Emirates                 | Bahrain Victorious     | Bahrain Victorious     | Bahrain Victorious     | Lidl-Trek             | Lidl-Trek             | Lidl-Trek             |
| N°                                | Ciclista                          | Clas.                             | N°                     | Ciclista               | Clas.                  | N°                    | Ciclista              | Clas.                 |
| 31                                | Mikkel Bjerg                      | NP1ª                              | 41                     | Pello Bilbao           | 4°                     | 51                    | Giulio Ciccone        | 2°                    |
| 32                                | Rafał Majka                       | 12°                               | 42                     | Damiano Caruso         | 33°                    | 52                    | Kenny Elissonde       | 22°                   |
| 33                                | Brandon McNulty                   | 8°                                | 43                     | Mikel Landa            | 7°                     | 53                    | A. Gebreigzabhier     | 65°                   |
| 34                                | Sebastián Molano]                 | 85°                               | 44                     | Gino Mäder             | 60°                    | 55                    | Bauke Mollema         | 18°                   |
| 35                                | Domen Novak                       | R 5ª                              | 45                     | Matej Mohorič          | 42°                    | 56                    | Edward Theuns         | 81°                   |
| 36                                | Marc Soler                        | 13°                               | 46                     | Wout Poels             | 47°                    |                       |                       |                       |
| 37                                | Diego Ulissi                      | 11°                               | 47                     | Fred Wright            | 66°                    |                       |                       |                       |
| Intermarché-Circus-Wanty          | Intermarché-Circus-Wanty          | Intermarché-Circus-Wanty          | Movistar Team          | Movistar Team          | Movistar Team          | Astana Qazaqstan Team | Astana Qazaqstan Team | Astana Qazaqstan Team |
| N°                                | Ciclista                          | Clas.                             | N°                     | Ciclista               | Clas.                  | N°                    | Ciclista              | Clas.                 |
| 61                                | Rui Costa                         | 1°                                | 71                     | Alex Aranburu          | 9°                     | 81                    | David de la Cruz      | NP5ª                  |
| 62                                | Biniam Girmay                     | R 4ª                              | 72                     | Jorge Arcas            | 40°                    | 82                    | Luis León Sánchez     | 25°                   |
| 63                                | Madis Mihkels                     | 76°                               | 73                     | Iván García Cortina    | 80°                    | 83                    | Samuele Battistella   | 39°                   |
| 64                                | Laurens Huys                      | 87°                               | 74                     | Lluís Mas              | 97°                    | 84                    | Gianmarco Garofoli    | NP4ª                  |
| 65                                | Mike Teunissen                    | 75°                               | 75                     | Antonio Pedrero        | 24°                    | 85                    | Javier Romo           | 56°                   |
| 66                                | Loïc Vliegen                      | 35°                               | 76                     | José Joaquín Rojas     | 38°                    | 86                    | Christian Scaroni     | 44°                   |
| 67                                | Georg Zimmermann                  | 19°                               | 77                     | Gonzalo Serrano        | 34°                    | 87                    | Simone Velasco        | 53°                   |
| Team Jayco AlUla                  | Team Jayco AlUla                  | Team Jayco AlUla                  | Uno-X Pro Cycling Team | Uno-X Pro Cycling Team | Uno-X Pro Cycling Team | Team Flanders-Baloise | Team Flanders-Baloise | Team Flanders-Baloise |
| N°                                | Ciclista                          | Clas.                             | N°                     | Ciclista               | Clas.                  | N°                    | Ciclista              | Clas.                 |
| 91                                | Eddie Dunbar                      | NP2ª                              | 101                    | Alexander Kristoff     | 90°                    | 111                   | Ruben Apers           | R 2ª                  |
| 92                                | Lawson Craddock                   | 52°                               | 102                    | Louis Bendixen         | 63°                    | 112                   | Kamiel Bonneu         | NP2ª                  |
| 93                                | Callum Scotson                    | 15°                               | 103                    | Anders Skaarseth       | 69°                    | 113                   | Toon Clynhens         | 62°                   |
| 94                                | Alessandro De Marchi              | 67°                               | 104                    | Niklas Eg              | 61°                    | 114                   | Sander De Pestel      | 82°                   |
| 95                                | Tsgabu Grmay                      | 48°                               | 105                    | Jonas Gregaard         | 36°                    | 115                   | Lindsay De Vylder     | 88°                   |
| 96                                | Welay Berhe                       | R 2ª                              | 106                    | Torstein Træen         | 14°                    | 116                   | Jules Hesters         | FT 5ª                 |
| 97                                | Blake Quick                       | FT 5ª                             | 107                    | Anthon Charmig         | 17°                    | 117                   | Ward Vanhoof          | 91°                   |
| Green Project-BardianiCSF-Faizanè | Green Project-BardianiCSF-Faizanè | Green Project-BardianiCSF-Faizanè | Caja Rural-Seguros RGA | Caja Rural-Seguros RGA | Caja Rural-Seguros RGA | Human Powered Health  | Human Powered Health  | Human Powered Health  |
| N°                                | Ciclista                          | Clas.                             | N°                     | Ciclista               | Clas.                  | N°                    | Ciclista              | Clas.                 |
| 121                               | Luca Covili                       | 46°                               | 131                    | Orluis Aular           | FT 5ª                  | 141                   | Stanisław Aniołkowski | FT 5ª                 |
| 122                               | Filippo Fiorelli                  | 96°                               | 132                    | Fernando Barceló       | 51°                    | 142                   | Alan Banaszek         | R 2ª                  |
| 123                               | Davide Gabburo                    | 58°                               | 133                    | Jon Barrenetxea        | 55°                    | 143                   | Stephen Bassett       | FT 5ª                 |
| 124                               | Riccardo Lucca                    | NP3ª                              | 134                    | Mulu Hailemichael      | 94°                    | 144                   | August Jensen         | 73°                   |
| 125                               | Alex Tolio                        | 41°                               | 135                    | Sergio Martín          | 43°                    | 145                   | Colin Joyce           | 89°                   |
| 126                               | Alessandro Tonelli                | 59°                               | 136                    | Joel Nicolau           | R 4ª                   | 146                   | Barnabás Peák         | 95°                   |
| 127                               | Samuele Zoccarato                 | 71°                               | 137                    | Eduard Prades          | R 4ª                   | 147                   | Benjamin Perry        | 92°                   |
| Equipo Kern Pharma                | Equipo Kern Pharma                | Equipo Kern Pharma                | Burgos-BH              | Burgos-BH              | Burgos-BH              | Euskaltel-Euskadi     | Euskaltel-Euskadi     | Euskaltel-Euskadi     |
| N°                                | Ciclista                          | Clas.                             | N°                     | Ciclista               | Clas.                  | N°                    | Ciclista              | Clas.                 |
| 151                               | Roger Adrià                       | NP3ª                              | 161                    | Óscar Pelegrí          | FT5ª                   | 171                   | Antonio Jesús Soto    | R 4ª                  |
| 152                               | Urko Berrade                      | 64°                               | 162                    | Andrés Camilo Ardila   | 84°                    | 172                   | Unai Cuadrado         | 86°                   |
| 153                               | Giovanni Carboni                  | 57°                               | 163                    | José Manuel Díaz       | 45°                    | 173                   | Xabier Isasa          | 83°                   |
| 154                               | Héctor Carretero                  | NP5ª                              | 164                    | Jesús Ezquerra         | R 3ª                   | 174                   | Mikel Bizkarra        | 16°                   |
| 155                               | Jon Agirre                        | 32°                               | 165                    | Daniel Navarro         | 54°                    | 175                   | Gotzon Martín         | 26°                   |
| 156                               | Iñigo Elosegui                    | 79°                               | 166                    | Pelayo Sánchez         | 50°                    | 176                   | Joan Bou              | 28°                   |
| 157                               | Pablo Castrillo                   | 93°                               | 167                    | Ander Okamika          | 78°                    | 177                   | Mikel Iturria         | 74°                   |
| Q36.5 Pro Cycling Team            |                                   |                                   |                        |                        |                        |                       |                       |                       |
| N°                                | Ciclista                          | Clas.                             |                        |                        |                        |                       |                       |                       |
| 181                               | Filippo Conca                     | 31°                               |                        |                        |                        |                       |                       |                       |
| 182                               | Tom Devriendt                     | 49°                               |                        |                        |                        |                       |                       |                       |
| 183                               | Damien Howson                     | FT 5ª                             |                        |                        |                        |                       |                       |                       |
| 184                               | Tobias Ludvigsson                 | R 5ª                              |                        |                        |                        |                       |                       |                       |
| 185                               | Matteo Moschetti                  | FT 5ª                             |                        |                        |                        |                       |                       |                       |
| 186                               | Antonio Puppio                    | R 4ª                              |                        |                        |                        |                       |                       |                       |
| 187                               | Nicolò Parisini                   | 70°                               |                        |                        |                        |                       |                       |                       |